# Amendement contre la désacralisation du drapeau des États-Unis

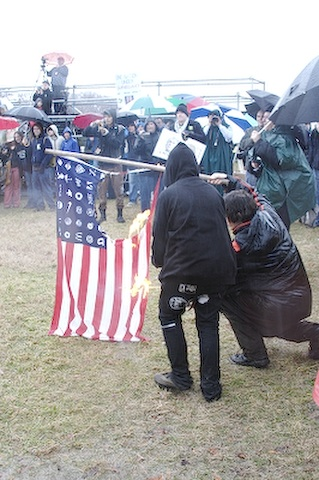
Manifestants à Washington. (les étoiles des États sont remplacées par des logos de grandes entreprises, les corporates.)
En 1992, le cinéaste Spike Lee a également commencé son film dédié à Malcolm X avec un drapeau Stars and Stripes en train de brûler.

L'amendement contre la profanation du drapeau (Flag Burning Amendment en anglais) est un amendement constitutionnel proposé à la Constitution des États-Unis pour interdire de brûler le drapeau américain.

## Texte
« Le Congrès aura le pouvoir d'interdire la profanation du drapeau des États-Unis. »

« The Congress shall have power to prohibit the physical desecration of the flag of the United States. »

Cet amendement a pour but de permettre au Congrès américain de voter des lois interdisant sur le territoire américain de brûler le drapeau américain, si cet acte était fait avec l'intention de déshonorer le drapeau. Il y a déjà eu des lois (fédérales et au niveau des États) interdisant de tels actes, mais toutes furent invalidées par des décisions de la Cour suprême des États-Unis, notamment Texas v. Johnson et U.S. v. Eichman. Beaucoup ont estimé que brûler le drapeau américain est un acte très offensant, et que quelqu'un qui brûle le drapeau américain pour le déshonorer devrait être arrêté, bien qu'il s'exprime librement, et qu'il s'agisse de son propre drapeau. D'autres, pourtant, ont argumenté que donner au Congrès un tel pouvoir limiterait essentiellement la liberté d'expression garantie dans le Premier amendement et que symbolise le drapeau lui-même.

## Vote
Cet amendement a été voté à plusieurs reprises par la Chambre des représentants, et d'abord en 1995. Pourtant, l'amendement n'a jamais réussi à obtenir les 2/3 des votes au Sénat. 
Le Sénat a rejeté l'amendement (Senate Joint Resolution 14) en mars 2000 (63-37) -- 4 voix de moins que les 2/3 de votes exigés. Si l'amendement était voté par les deux chambres du Congrès, il devrait encore être ratifié par les 3/4 des États pour faire partie de la Constitution américaine. Selon le Citizens Flag Alliance, qui soutient l'amendement, 49 des 50 états ont voté des résolutions exprimant leur soutien à l'amendement proposé (le Vermont excepté), mais celles-ci ne font pas office de loi.